# روبين قازان
نادي روبين قازان لكرة القدم (بالروسية: Футбольный клуб «Рубин» Казань) هو نادي كرة قدم روسي ينشط حالياً في الدوري الروسي الممتاز ويقع مقره بمدينة قازان في تتارستان، تأسس بتاريخ 28 أبريل 1958. لقي الفريق نجاحاً كبيراً في الساحة المحلية والأوروبية وفاز بعد كؤوس منها:

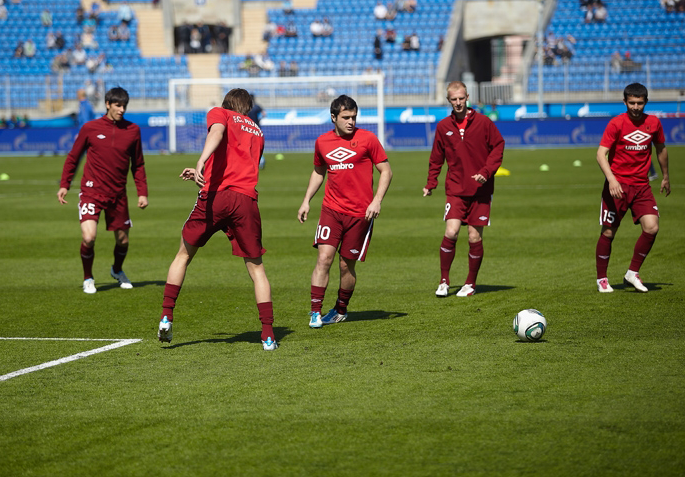
لاعبو روبين كازان يتدربون

- بطل:
- الدوري الروسي الممتاز 2008، 2009
- وصيف:
- كأس روسيا 09-2008
- بطل:
- كأس السوبر الروسي 2010
- بطل:
- كأس رابطة الدول المستقلة 2010
- بطل:
- كأس لا مانجا 2005، 2006

## وصلات خارجية
- الموقع الرسمي (بالروسية)
- الموقع الرمسي (بالإنجليزية)
- FC Rubin LJ community (بالروسية)
- group روبين قازان  على فيسبوك.(بالروسية)